# Tanedjemet
Tanedjemet est une fille et une épouse de roi du Nouvel Empire. Elle est peut-être une fille d'Horemheb et une épouse de Séthi Ier (XIXe dynastie).

## Biographie
La tombe de la reine Tanedjemet, dans la vallée des Reines, a été visitée et étudiée par Lepsius en 1844, et documentée dans son ouvrage Denkmäler aus Ägypten und Äthiopien. Lepsius a mal interprété le nom de la reine, Tahemy (Tʒḥmy), et n'a pas remarqué son titre « d'épouse royale », l'enregistrant simplement comme « fille du roi et maîtresse de la Haute et de la Basse-Égypte ». Il a supposé qu'il s'agissait d'une princesse de la XXe dynastie. C'est ainsi qu'elle figure dans son livre des rois. La lecture du nom a été corrigée par Henri Gauthier sept décennies plus tard. La nouvelle lecture du nom a suggéré à Robert Hari et Elizabeth Thomas la possibilité qu'il s'agisse de Moutnedjemet, l'épouse d'Horemheb, Cette suggestion a été abandonnée.
L'identification de Tanedjemet comme princesse de la XXe dynastie a perduré pendant plusieurs décennies après la publication de Gauthier. L'exploration de la vallée des Reines par une mission conjointe du Centre National de la Recherche Scientifique (CNRS) et du Centre d'études et de documentation sur l'ancienne Égypte (CEDAE) sous la direction de Christiane Desroches Noblecourt dans les années 1970, a cependant conduit à de nouvelles découvertes, corrigeant des erreurs et des omissions antérieures. Il s'agit notamment de la découverte du titre supplémentaire « d'épouse royale » (mais pas de « grande épouse royale ») et du placement sûr de Tanedjemet à la XIXe dynastie, mis en évidence dans un certain nombre de publications, en particulier par Christian Leblanc.
Les nouvelles informations ont conduit à des conjectures selon lesquelles Tanedjemet était une fille-épouse de Ramsès II ou une épouse de Séthi Ier,,. Sur la base des preuves circonstancielles et comparatives fournies par les titres attestés et non attestés de Tanedjemet (« fille du roi », « épouse royale » mais pas « grande épouse royale »), l'emplacement et le plan des tombes royales des épouses de Séthi Ier et de Ramsès II (type I pour la première et type II pour la seconde), et les preuves historiques, Ian Mladjov s'est rallié à Leblanc pour voir en Tanedjemet une épouse de Séthi Ier, enterrée probablement sous son règne. Après avoir examiné en détail les différents candidats potentiels à l'identification avec son père royal, il a conclu que les preuves étaient plus compatibles avec Horemheb en tant que père de Tanedjemet, et qu'elle n'était probablement pas une sœur ou une fille de Séthi Ier.
Le nom, les titres, la représentation conventionnelle et la tombe de Tanedjemet étant les seules preuves concrètes de sa vie, on ne sait rien de plus sur sa biographie.

## Sépulture
La tombe de la reine Tanedjemet (QV33), dans la vallée des Reines, a été décrite par Karl Richard Lepsius dans les Denkmäler. La tombe est répertoriée comme la tombe numéro 14. La reine Tanedjemet porte le titre de « fille du roi » et est considérée comme la maîtresse des Deux Terres. Elle est représentée avec la coiffe de vautour habituellement associée aux reines. La tombe est en mauvais état. Il ne reste plus grand-chose de la décoration d'origine.
La tombe a probablement été pillée à la fin de la XXe dynastie et réutilisée au cours de la XXVIe dynastie. Une grande quantité de verrerie et d'autres matériaux datant de cette période ont été trouvés dans la tombe. Pendant la période romaine, un grand nombre de momies ont été enterrées dans la tombe. On pense que ces sépultures datent des IIe et IIIe siècles de notre ère.